# 刘清宇
刘清宇（1968年4月—），男，汉族，河南商丘人。水声专家，中国工程院院士，正军级海军专业技术少将，中国人民解放军海军研究院某研究所研究员、博士生导师、副所长。长期从事水声仿真建模和海洋声学领域研究。

## 简历
商丘市回民中学毕业，1989年毕业于哈尔滨船舶工程学院水声工程专业，分配到中国人民解放军海军装备研究院工作；1994年晋升为工程师；2002年取得西北工业大学船舶与海洋工程专业硕士；2007年取得哈尔滨工程大学博士学位；
2023年11月当选为中国工程院院士。

## 荣誉
- “新世纪百千万”人才工程国家级人选
- 国家“万人计划”领军人才
- 享受国务院特殊津贴专家
- 获国家技术发明二等奖1项
- 国家科学技术进步二等奖2项
- 获首届全国创新争先奖
- 全国优秀科技工作者
- 中国求是杰出青年科技奖
- 中国青年科技奖
- 荣立个人二等功5次
- 2023年“国家卓越工程师”[3]
- 2023年何梁何利基金科学与技术进步奖[4][5]